# الكنيسة البلغارية الأرثوذكسية
الكنيسة البلغارية الأرثوذكسية (بالبلغارية: Българска православна църква) هي كنيسة أرثوذكسية شرقية وطنية في بلغاريا. وتعتبر من أقدم الكنائس السلافية في العالم.
فبحسب تقليدها الكنسي وصلت المسيحية لبلغاريا والبلقان بفضل العمل التبشيري لبولس الرسول في القرن الأول. وتدريجيًا أصبحت الديانة السائدة في صوفيا وفيليبوبوليس وأدريانوبل والتي كانت جميعها مدن تابعة للإمبراطورية الرومانية. وعام 864 انتشرت المسيحية في كل أرجاء بلغاريا وأصبحت ديانة البلاد الرسمية على يد حاكمها بوريس الأول وذلك بمساعدة المبشرين اليونانيين الأخوين كيرلس وميثوديوس. وكانت خلافات كثيرة قد نشبت بين الكنيسة في روما ونظيرتها في القسطنطينية لضم بلغاريا إلى منطقة نفوذهم الكنسي. رجحت كفتها أخيراً للقسطنطينية.
وفي عام 1945 أصبحت كنيسة مستقلة، لتكون بطريركية في عام 1953 توالى على رعايتها البطريرك كيرلوس (1953- 1971) والبطريرك مكسيموس منذ (1971) وما زال. وتتكون الكنيسة البلغارية اليوم مما يقارب الـ 26 أسقفية موزعة في بلغاريا وخارجها، ويتبع لها 123 ديراً ويقدر عدد أتباعها بعشرة ملايين فرد.

## وصلات خارجية
- الموقع الرسمي لكنيسة بلغاريا الأرثوذكسية